# Джонс (округ, Техас)
Округ Джонс (англ. Jones County) расположен в США, штате Техас. Официально образован в 1881 году из участков округов Бехар и Боске, и назван в честь Энсона Джонса — четвёртого президента Республики Техас. По состоянию на 2000 год, численность населения составляла 20 785 человека. Окружным центром является город Ансон.
Округ Джонс входит в число 46 округов Техаса с действующим сухим законом или ограничениями на продажу спиртных напитков.

## География
По данным Бюро переписи США, общая площадь округа равняется 2427 км², из которых 2411 км² суша и около 16 км² или 0,66% это водоёмы.

### Соседние округа
- Каллахан (юго-восток)
- Стонуолл (северо-запад)
- Тейлор (юг)
- Фишер (запад)
- Хаскелл (север)
- Шакелфорд (восток)

## Демография
По данным переписи населения 2000 года в округе проживало 20 785 жителей, в составе 6140 хозяйств и 4525 семей. Плотность населения была менее 9 человек на 1 квадратный километр. Насчитывалось 7236 жилых дома, при плотности покрытия 3 постройки на 1 квадратный километр. Расовый состав населения был 78,80% белых, 11,51% чёрных или афроамериканцев, 0,49% коренных американцев, 0,47% азиатов, 0,01% коренных гавайцев и других жителей Океании, 7,46% прочих рас и 1,27% представители двух или более рас. 20,91% населения являлись испаноязычными или латиноамериканцами.
Из 6140 хозяйств 33,4% воспитывали детей возрастом до 18 лет, 59,6% супружеских пар живущих вместе, в 10,1% семей женщины проживали без мужей, 26,3% не имели семей. На момент переписи 24,1% от общего количества жили самостоятельно, 13,4% лица старше 65 лет, жившие в одиночку. В среднем на каждое хозяйство приходилось 2,58 человека, среднестатистический размер семьи составлял 3,06 человека.
Показатели по возрастным категориям в округе были следующие: 22,5% жители до 18 лет, 11,1% от 18 до 24 лет, 31,5% от 25 до 44 лет, 11% от 45 до 64 лет, и 14% старше 65 лет. Средний возраст составлял 36 лет. На каждых 100 женщин приходилось 150,1 мужчин. На каждых 100 женщин в возрасте 18 лет и старше приходилось 159,7 мужчин.
Средний доход на хозяйство в округе составлял 29 572 $, на семью — 35 391 $. Среднестатистический заработок мужчины был 26 892 $ против 17 829 $ для женщины. Доход на душу населения был 13 656 $. Около 13,1% семей и 16,8% общего населения находились ниже черты бедности. Среди них было 22,7% тех кому ещё не исполнилось 18 лет, и 16,6% тех кому было уже больше 65 лет.

## Политическая ориентация
На президентских выборах 2008 года Джон Маккейн получил 72,37% голосов избирателей против 26,31% у демократа Барака Обамы.
В Техасской палате представителей округ Джонс числится в составе 85-го района. Интересы округа представляет демократ Джо Хефлин из Кросбитона.

## Населённые пункты

### Города, посёлки, деревни
- Абилин[4]
- Ансон
- Лудерс[5]
- Стамфорд[6]
- Хамлин[7]
- Хоули

### Немуниципальные территории
- Авока
- Ньюджент

## Галерея
|                       |               |                  |
| Кинотеатр в Стамфорде | Центр Абилина | Магазины Людерса |